# Fuchsia jimenezii
Fuchsia jimenezii là một loài thực vật có hoa trong họ Anh thảo chiều. Loài này được Breedlove, P.E.Berry & P.H.Raven mô tả khoa học đầu tiên năm 1982.